# Mike LeDonne

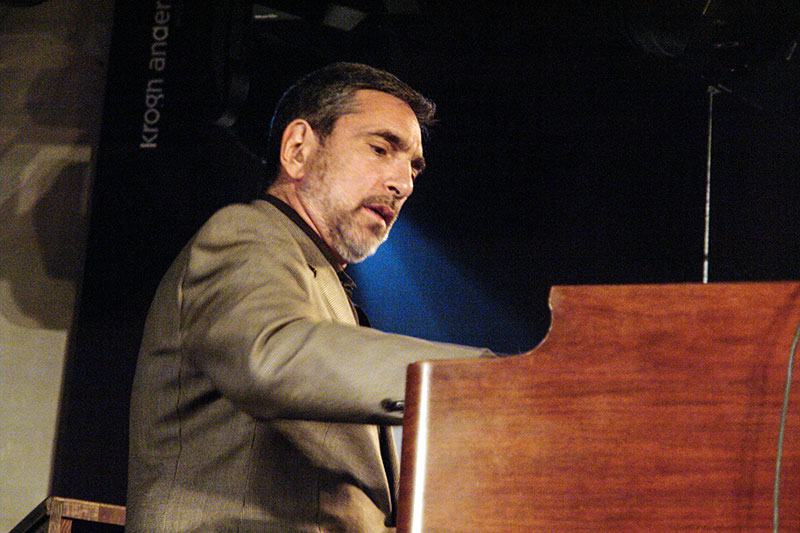
Mike LeDonne, 2017

Michael Arthur „Mike“ LeDonne (* 26. Oktober 1956 in Bridgeport, Connecticut) ist ein US-amerikanischer Pianist und Organist des Modern Jazz.

## Leben und Werk
Mike LeDonnes Eltern hatten ein Musikgeschäft; Mikes Vater war zudem Jazzgitarrist. Mit zehn Jahre spielte er mit ihm bei lokalen Veranstaltungen. Mit 21 Jahren schloss er seine Studien am New England Conservatory of Music ab und zog nach New York City, wo er als Hauspianist im Jazzclub Jimmy Ryan's arbeitete und mit vielen Veteranen des Swing und des Mainstream Jazz spielte. Im Jahr 1988 entstanden erste Aufnahmen für das Criss Cross Label; außerdem arbeitete er mit Milt Jacksons Quartett und im Widespread Depression Orchestra. In dieser Zeit spielte er auch mit Benny Goodman, Sonny Rollins, Bobby Hutcherson, Art Farmer, Dizzy Gillespie, ab 1996 mit Benny Golson, wie auf dessen Album „Remembering Clifford“.
In den 1990er Jahren spielte er in der Band von Michael Hashim („Lotus Blossom“, 1990) und wirkte 1992 bei Joshua Redmans Debütalbum mit. Unter seinen eigenen Alben ragen besonders „Soulmates“ von 1993 (mit Ryan Kisor, Joshua Redman) und „Waltz for an Urbanite“ von (1995) hervor.
LeDonne spielt außerdem Hammond-B3-Orgel; er hat als Organist die Alben „Smokin’ Out Loud“ und „On Fire“ aufgenommen und ist auf Alben von Scott Hamilton und Clifford Jordan zu hören. Als Pianist war er außerdem als Sideman bei Aufnahmen von Jim Snidero und Chris Flory beteiligt.

## Diskographische Hinweise
- Partners in Time (2019), mit Christian McBride, Lewis Nash
- The Heavy Hitters (Cellar 2023), mit Eric Alexander, Jeremy Pelt, Vincent Herring, Peter Washington, Kenny Washington

## Anmerkung
1. ↑  Cook und Morton zählen die beiden Alben zu LeDonnes besten Produktionen und bewerten sie im Penguin Guide to Jazz mit der zweithöchsten Note von ***(*) Sternen.

| Personendaten    | Personendaten                 |
| ---------------- | ----------------------------- |
| NAME             | LeDonne, Mike                 |
| ALTERNATIVNAMEN  | LeDonne, Michael Arthur       |
| KURZBESCHREIBUNG | US-amerikanischer Jazzmusiker |
| GEBURTSDATUM     | 26. Oktober 1956              |
| GEBURTSORT       | Bridgeport, Connecticut       |